# Myrmarachne nitidissima
Myrmarachne nitidissima là một loài nhện trong họ Salticidae.
Loài này thuộc chi Myrmarachne. Myrmarachne nitidissima được Tord Tamerlan Teodor Thorell miêu tả năm 1877.